# Liste von Erdbeben in Aserbaidschan
Diese Liste von Erdbeben in Aserbaidschan führt Erdbeben auf ab einer Magnitude von 4,0 auf der Richterskala bzw. Intensität V oder bei besonderem überregionalem Interesse, die sich im Gebiet des heutigen Aserbaidschan ereignet haben oder deren Auswirkungen Aserbaidschan betrafen.

## Liste
| Datum              | Uhrzeit‡           | Epizentrum             | Breitengrad | Längengrad | Tote      | Magnitude | Beschreibung | Quelle |
| ------------------ | ------------------ | ---------------------- | ----------- | ---------- | --------- | --------- | --- | ------ |
| 427                |                    |                        | 40,5        | 46,5       |           | 6,7       | Über dieses Ereignis sind nur wenige Informationen verfügbar, außer dass der Schaden schwerwiegend war. | [ 1 ]  |
| 906                |                    | Qıvraq, Kəngərli Rayon | 39,78       | 44,88      |           | 6,2       | | [ 2 ]  |
| 30. September 1139 | Nachts             | Gəncə                  | 40,40       | 46,23      |           | 6,3       | | [ 3 ]  |
| 25. November 1667  |                    | Şamaxı                 | 40,60       | 48,60      | 80.000    | 6,9       | Die Erdbeben dauerten drei Monate. Gebäude aller Art wurden zerstört. Die Straßen waren so schwer beschädigt, dass Karawanen umgeleitet werden mussten.                                                    | [ 1 ]  |
| 4. Januar 1669     |                    | Şamaxı                 | 40,60       | 48,60      | 7.000     | 5,7       | | [ 1 ]  |
| 9. August 1828     | 16:00 (UTC+4)      | Şamaxı                 | 40,70       | 48,40      |           | 5,7       | | [ 1 ]  |
| 2. Januar 1842     | 22:00 (UTC+4)      | Baku, Maştağa          | 40,5        | 50,0       |           | 4.3–5,0   | Maximal wahrgenommene Intensität von VIII („zerstörend“) auf der Mercalliskala, aber keine Angaben zu Schäden oder zu Opfern.                                                                              | [ 4 ]  |
| 11. Juni 1859      | 13:00 (UTC+4)      | Şamaxı                 | 40,70       | 48,50      | 100       | 5,9       | | [ 1 ]  |
| 28. Januar 1872    | 07:00 (UTC+4)      | Şamaxı                 | 40,60       | 48,70      |           | 5,7       | | [ 1 ]  |
| 13. Februar 1902   | 09:39:30 (UTC+4)   | Şamaxı                 | 40,70       | 48,60      | 86        | 6,9       | | [ 1 ]  |
| 27. April 1931     | 16:50:45 (UTC+4)   | Zəngəzur               | 39,40       | 46,00      | 390-2.890 | 6,4       | | [ 5 ]  |
| 4. Juni 1999       | 09:12:50 (UTC+4)   | Ağdaş, Ucar, Ağalı     | 40,802      | 47,448     | 1         | 5,4       | | [ 1 ]  |
| 25. November 2000  | 18:09:11.4 (UTC+4) | Baku                   | 40,245      | 49,946     | 31        | 6,8       | | [ 1 ]  |
| 7. Mai 2012        | 09:40 (UTC+4)      | Zaqatala Rayon         | 41,541      | 46,766     | 0         | 5,6       | Das Erdbeben beschädigte 20 Wohngebäude schwer, und eine Sporthalle einer Schule stürzte teilweise ein und verletzte 15 Menschen. Das Erdbeben war auch im nahe gelegenen Russland und Georgien zu spüren. | [ 6 ]  |